# Râul Valea Stejarului, Ceița
Râul Valea Stejarului este un curs de apă, afluent al râului Ceița. 